# Comtat de Fígols

Escut de Fígols, Berguedà.

El Comtat de Fígols és un títol nobiliari espanyol creat el 25 de febrer de 1909 pel rei Alfons XIII a favor de José Enrique de Olano y Loyzaga, President de la Diputació Provincial de Barcelona, Diputat a Corts, Senador del Regne.
La seva denominació fa referència a la localitat de Fígols, al Berguedà.

## Comtes de Fígols
|                         | Titular                                | Període                 |
| Creació per Alfons XIII | Creació per Alfons XIII                | Creació per Alfons XIII |
| ----------------------- | -------------------------------------- | ----------------------- |
| I                       | José Enrique de Olano y Loyzaga        | 1909-1934               |
| II                      | José Eduardo de Olano y de Barandiarán | 1936-1957               |
| III                     | Ignacio de Olano y Fontcuberta         | 1959-2013               |
| IV                      | Santiago de Olano y de Robert          | 2016-actualitat         |

## Història dels Comtes de Fígols
- José Enrique de Olano y Loyzaga (1858-1934), I comte de Fígols.

1. Es casà amb Natalia de Barandiarán y de Bárcena. El va succeir el seu fill:

- José Eduardo de Olano y de Barandiarán (1903-1957), II comte de Fígols.

1. Es casà amb María de las Mercedes de Fontcuberta y Casanova (1896-1992). El va succeir el seu fill:

- Ignacio de Olano y Fontcuberta (1938-2013), III comte de Fígols.

1. Es casà amb María del Carmen de Robert y Ferrer-Cajigal. El va succeir el seu fill:

- Santiago de Olano y de Robert, IV comte de Fígols.